# 終末の探偵
『終末の探偵』（しゅうまつのたんてい）は、2022年12月16日に公開された日本映画。

## 概要
裏社会を生き抜く型破りな私立探偵が閉塞した現代のニッポンに風穴をぶち開けるハードボイルド・エンターテインメント。
昭和のハードボイルド探偵モノの流れを汲みつつも、暴力団対策法によって衰退の一途をたどる昔ながらのヤクザや移民問題、外国人差別などを描き令和の社会を色濃く投影した作品になっている。
またアクション監督を『THE NEXT GENERATION -パトレイバー-』シリーズや『ベイビーわるきゅーれ』の園村健介が務めることで本格的なアクションシーンが多数あり、主演の北村も見所に挙げている。
公開に先立って盟友たる名バイプレイヤーがコメントを寄せるなど実力派ベテラン勢が強い存在感を放つが、注目株の若手俳優たちの演技も光る。

## あらすじ
喫茶店「KENT」を事務所代わりにしがない探偵業を営む連城新次郎は闇の賭博場でトラブルを起こし、代償として顔なじみのヤクザ幹部である阿見恭一から笠原組の事務所でボヤ騒ぎを起こした犯人を突き止めろという面倒な仕事を押しつけられ、街で急速に勢力を拡大させている中国系の新興マフィア、バレットを調べる事となる。
時同じくして、不法入国したフィリピン人の両親を強制送還された過去を持つガルシア・ミチコから突然消息不明になったベヒアという親友のクルド人女性を捜して欲しいと依頼される。
バレットのリーダー、チェン・ショウコウがボヤ騒ぎを否定する中で恭一が何者かによってボウガンを撃たれる事件が発生し、笠原組とバレットの対立は激化していく。
厄介なふたつの依頼を背負い込むはめになった新次郎は図らずも裏社会の抗争に巻き込まれていく。

## キャスト
連城新次郎
演 - 北村有起哉
自らの稼業を「裏社会のどぶさらい」と称する私立探偵。酒、たばこ、ギャンブルと悪癖だらけだが、情に脆く困っている者を見過ごせないため自ら厄介毎に首を突っ込む。
阿見恭一
演 - 松角洋平
暴力団 笠原組の幹部。流れ者の新次郎を気に入っている。
ガルシア・ミチコ
演 - 武イリヤ
失踪したクルド人の友だちを探している依頼人。フィリピンパブで働いている。14歳の時に、不法入国だったフィリピン人の両親が強制送還され、自分だけが生まれ育った日本に残った。
佐藤 翔
演 - 青木柚
大学の推薦を貰うために団地のボランティアをしている高校生。
石岡 凛
演 - 髙石あかり
新次郎が事務所代わりにしている喫茶店「KENT」の店員。
小倉幹彦
演 - 水石亜飛夢
ミチコの友人と同じ職場で働いていた男。
チェン・ショウコウ
演 - 古山憲太郎
中国系の新興マフィア「バレット」のリーダー。母親が残留孤児で、14歳の時に日本に移住している。
笠原組長
演 - 川瀬陽太

辻原正義
演 - 高川裕也

安井茂雄
演 - 麿赤兒
新次郎の恩人である、団地の自治会長。

防犯パトロール
演 - 諏訪太朗

ミチコの友人
演 - ラーマ・ジャマール・アルディーン
クルド人でミチコの幼馴染み。行方不明になっている。
- 佐藤五郎、茨城ヲデル、森本のぶ、松沢蓮、牛丸亮、川野弘毅、江刺家伸雄、高橋卓郎、伊藤早紀、続木淳平、池畑暢平、齊田ノミエ、森りさ

## スタッフ
- 監督：井川広太郎
- 脚本：中野太、木田紀生
- 音楽：大坪直樹
- アクション監督：園村健介
- 製作：人見剛史、原澤遊風
- エグゼクティブプロデューサー：鈴木祐介
- 企画・プロデュース：木滝和幸
- プロデューサー：角田陸
- 音楽プロデューサー：古川ヒロシ
- 撮影監督：今井哲郎
- 録音：豊田真一
- 装飾：山崎千鶴
- 編集：堀善介
- 音響効果：田中俊
- オンライン編集：河野文春
- 助監督：江良圭
- スタイリスト：岡村春輝
- ヘアメイク：須見有樹子
- 特殊メイク：大野愛美
- 制作担当：後藤剛
- 写真：三宅英文
- アソシエイトプロデューサー：高瀬博行
- 宣伝プロデューサー：小口心平(TAIRA)
- 製作プロダクション・配給：マグネタイズ
- 配給協力：ミカタ・エンタテイメント
- 制作協力：シャイカー
- 制作：ライツキューブ、マグネタイズ、バックアップ